# Boscos subtropicals de frondoses de l'Himàlaia
Els boscos subtropicals de frondoses de l'Himàlaia són una ecoregió que s'estén des de les muntanyes mitjanes del centre del Nepal passant per Darjeeling fins a Bhutan i també a l'estat indi d'Uttar Pradesh. Representa la banda de bosc subtropical de frondoses orientada a est-oest a una altitud d'entre 500 a 1.000 m al llarg de la serralada de l'Himàlaia exterior i inclou diversos tipus de bosc que s'adapten a un gradient d'humitat d'est a oest.

## Paisatge
L'ecoregió té una superfície de 38.200 km² i es troba bisectada pel del riu Gran Gandak, que ha excavat la vall més profunda del món a través de la serralada de l'Himàlaia. Forma un enllaç crític a la cadena d'ecosistemes de l'Himàlaia interconnectats, on la connectivitat altitudinal entre els tipus d'hàbitat és important per a la funció dels ecosistemes. El sòl està compost d'al·luvió dipositat al llarg dels segles pels rius que desguassen aquesta jove serralada.
A cotes més baixes, l'ecoregió està flanquejada per les sabanes i les praderies de Terai-Duar. Per sobre dels 1.000 m, és adjacent als boscos de pins subtropicals de l'Himàlaia.
Les precipitacions varien d'est a oest, però les precipitacions anuals poden arribar a ser de 2.000 mm.
L'Himàlaia capta la humitat dels monsons que s'endinsen des de la Badia de Bengala i la major part d'aquestes precipitacions cauen a l'Himàlaia oriental. Per tant, l'Himàlaia occidental és més sec, una tendència reflectida en la línia de boscs que baixa de 4.000 m a l'est a uns 3.500 m a l'oest.

## Vegetació
L'ecoregió acull una àmplia gamma de comunitats vegetals, basades en la seva topografia complexa, sòls diferents i variacions en les precipitacions des de l'oest més sec fins a l'est més humit. La seva ubicació al vessant sud de l'Himàlaia permet l'entramat de plantes i animals a partir de les ecozones indomalaia i paleàrtica. Els principals tipus de bosc inclouen matolls de Dodonaea, boscos secs subtropicals de fulla perenne d'Olea cuspidata, boscos eixuts de fulla caduca i mixta del nord, boscos secs de Siwalik d'abre sal, boscos caducifolis mixts i humits, boscos subtropicals de fulla ampla i muntanya humida, boscos tropicals semiperennes del nord i boscos perennes tropicals humits del nord.

## Fauna
Diversos mamífers originaris de l'ecoregió estan amenaçats, entre els quals hi ha el tigre de Bengala, l'elefant indi, la llúdriga de l'Índia, la pantera nebulosa, el gaur, el serau comú, l'esquirol de l'Irauadi i l'esquirol volador blanc i negre. L'endèmic langur daurat de Gee es distribueix en una petita extensió i està limitat al bosc de fulla ampla al nord del riu Brahmaputra. La fauna d'aus és molt rica amb més de 340 espècies. La perdiu boscana pit-roja és endèmica; es troba aquí l'ànec captacat amenaçat a nivell mundial i cinc espècies de calaus.

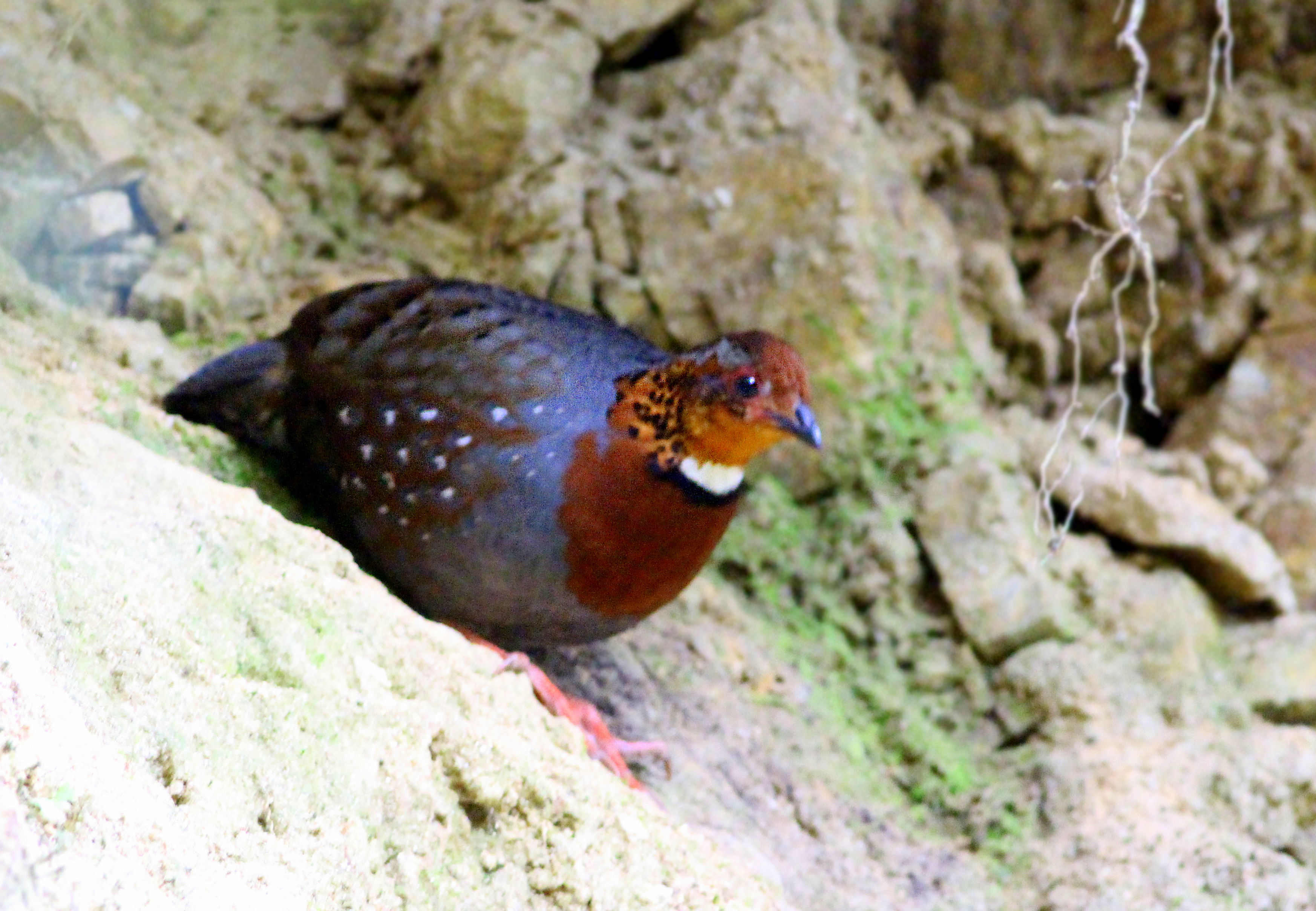
Perdiu boscana pit-roja. Bosc de Kalimpong. Bengala Occidental.

## Àrees protegides
Vuit àrees protegides s'escampen per l'ecoregió cobrint 2,710 km², vora el 7 per cent del total de l'ecoregió.
- A l'Índia: Santuari Sohagi Barwa i Parc Nacional de Valmiki;
- A Nepal: Parc Nacional de Bardia, Parc Nacional de Chitwan, Parc Nacional de Parsa;
- A Butan: Parc Nacional de Royal Manas, Santuari de Vida Salvatge de Khaling i Santuari de Vida Salvatge de Phibsoo.

Dues unitats de conservació del tigre d'alta prioritat (TCU) s'estenen a través de dues ecoregions adjacents:
- TCU Chitwan-Parsa-Valmiki cobreix 3,549 km² ocupa part de l'ecoregió alluvial grasslands and subtropical moist deciduous forests;
- TCU Bardia-Banke ocupa 1,518 km².